# Jazyky přistěhovalců v severní Evropě
Jazyky přistěhovalců v severní Evropě zahrnují širokou škálu jazyků, které s sebou přinášejí migranti z různých částí světa. Tyto jazyky přispívají k multikulturní diverzitě a jazykové bohatosti regionu. V textu se zaměříme na situaci v Norsku, Finsku, Švédsku a Dánsku.

## Norsko

### Současná situace
Oficiálním jazykem v Norsku je norština (bokmål a nynorsk), dále se k ní na úřední rovině řadí minoritní jazyky sámština (v šesti komunách), kvenština a romština. Rovněž je však na území přítomná řada dalších, neoficiálních, jazyků, mluvená především přistěhovaleckým obyvatelstvem.
K prvnímu lednu roku 2024 činila populace Norska přibližně 5,5 milionu obyvatel, z toho 931 000 (16,8 %) tvořili imigranti. Ti přicházejí nejčastěji z ostatních severských zemí (Švédsko, Dánsko, Finsko), dále pak z Polska, Ukrajiny, Lotyšska, Sýrie, Německa a různých zemí Afriky. Pochopitelně si s sebou přináší své rodné jazyky, které se následně začleňují do multikulturní diverzity území, a to především ve velkých metropolitních městech, kam migranti nejčastěji směřují.

### Historická dynamika imigrace
Historicky zažilo Norsko poměrně nízké úrovně migrace až do poloviny 20. století. Mezi lety 1850 a 1920 dochází k hromadnému odcházení Norů do Spojených států za lepšími pracovními podmínkami, Norsko se tak stalo jednou z evropských zemí s největším odlivem obyvatelstva do ciziny. Značná část byla však pouze dočasná pracovní migrace a mnoho emigrantů se později vrátilo nazpět.
Přibližně do 70. let 20. století bylo Norsko poměrně homogenním státem. Do země přicházeli imigranti pouze ze sousedních skandinávských států. Od roku 1954 totiž funguje na Severu společný pracovní trh zahrnující Norsko, Dánsko Švédsko a Finsko (Island se připojil roku 1982). Proto pokud jde o migraci nelze zanedbávat fakt, že jsou všechny tyto skandinávské země úzce politicky, ekonomicky a historicky propojeny. Jazyková situace norštiny a dalších skandinávských jazyků (dánština, švédština) spadá pod pojem semikomunikace, tedy případ, kdy si mluvčí jednotlivých jazyků navzájem bez problému rozumí, přestože jde o jazyky odlišné. Tento fenomén souvisí s historickým vývojem jazyka a skandinávská společnost s ním pracuje podobně jako Česká a Slovenská republika s češtinou a slovenštinou. Není tedy třeba zabývat se těmito jazyky z hlediska imigrace, jelikož v norském diskurzu zastávají specifickou roli.
Koncem 60. let, kdy se ekonomika postupně rozvíjela, se Norsko otevřelo možnosti přijímat větší množství pracovních imigrantů, a to především z Maroka, Jugoslávie, Turecka (turečtina, kurdština) a Pákistánu (paňdžábština, urdština). Později se do země začali stěhovat rodiny těchto pracovníků a uprchlíci z dalších zemí. Rovněž se tu začali objevovat přistěhovalci z jižní Ameriky (španělština) a Velké Británie. K roku 1970 mělo 9 % imigrantů východoevropský původ a 71 % přišlo ze západní Evropy, více než polovinu z nich však tvořili přistěhovalci ze sousedních severských států. Vlnu imigrace z rozvojových zemí a zemí východní Evropy bylo Norsko nuceno začít regulovat roku 1975 implementováním restriktivní politiky. Do té doby se však vyznačovalo v kontextu Evropy neobvykle humanitárním a vstřícným přístupem k imigraci. V 80. letech začala norská veřejnost projevovat nesouhlas s rostoucím počtem azylantů, a tak vláda začala imigraci omezovat.
Po celou druhou polovinu 20. a počátkem 21. století Norsko přijímá uprchlíky z politicky nestabilních zemí, kteří utíkají například před válkou. Jedná se především o státy jako Vietnam, Írán (perština), Irák, Somálsko, Afghánistán, Eritrea či Sýrie (arabština). Dále země také zaznamenává mnoho přistěhovalců z Asie (hlavně Filipíny a Thajsko), kteří zde zakládají rodiny s obyvateli bez cizího původu. V roce 2017 k největším přistěhovaleckým skupinám patřili Poláci, Litevci, Somálci a Němci.

### Kebabnorsk a další vlivy imigrantských jazyků
Situace, ve které se střetává národní jazyk (norština) s jazykem imigrantským může vyústit v tzv. etnolekt, mluvená varianta národního jazyka charakteristická pro určitou etnickou skupinu, která ho používá. Tento fenomén je v různých mírách a formách přítomný ve všech zemích s aktivními skupinami přistěhovaleckého obyvatelstva. Projevuje se různými způsoby jak ve slovní zásobě, tak v syntaxi. Pokud se takových etnických skupin střetne více, hovoříme pak o multietnolektu.
Multietnolekt je přítomen kupříkladu v některých multikulturních oblastech Osla kde se koncentrují obyvatelé pocházející z různých etnických skupin. Zejména mladí lidé, často potomci přistěhovalců, hovoří poněkud cizokrajně laděnou norštinou. To se konkrétně projevuje například opomíjením inverze v hlavních větách (tj. záměna pořadí podmětu a slovesa v norštině), nebo pozměněný větný rytmus.
Multietnická norština (nor. multietnisk norsk), také známá jako kebabnorsk (kebab-norština), je v současné době nejlépe pozorovatelným projevem přistěhovaleckých jazyků na území Norska. Původně se jednalo o určitý typ slangu, dnes již hovoříme spíše o mluvené variantě, či multietnolektu norštiny při kterém jeho mluvčí kombinují národní jazyk s vícero jazyky minoritními. Tento fenomén vznikl v 90. letech 20. století v multietnických společenstvích Osla, jeho primárním uživatelem byla (a dosud je) mládež s imigrantskými kořeny. Konkrétně se jedná o vlivy východních jazyků, a to především v oblasti slovní zásoby, ale také některých gramatických struktur či výslovnosti.
- Jednou z největších přistěhovaleckých skupin jsou Pákistánci, od nich multietnická norština přejímá slova z pandžábštiny a urdštiny:
  - baja, bodi (norsky venn) – kamarád, přítel; z pandžábštiny
  - lalle (norsky stjele) – krást; z urdštiny
  - tært (norsky god, kul) – skvělé, dobré, super
- Mnoho přejatých slov pochází také z arabštiny, perštiny, angličtiny, španělštiny či berberských jazyků:
  - wolla, wallah – sláva Alláhovi; z arabštiny
  - baosj (norsky politi) – policie; z berberských jazyků
  - kæbe (norsky jente, kvinne) – dívka, žena; z berberských jazyků
  - sjpa (norsky pen, kul) – hezký, skvělý; z kurdštiny
- Dále multietnolekt běžně obsahuje i některá slova z balkánských jazyků

Termín kebabnorsk byl zpopularizován norskými médii a užíván dokonce i v akademických kruzích, přestože nevzešel ze společnosti samotných mluvčích této varianty. Odborníci později zavedli výraz multietnisk norsk jako nahrazující, oficiální pojem. Kebabnorsk se totiž může některým právem zdát jako poněkud kontroverzní pojmenování podporující stereotyp či stigma spojené s východními státy. Přestože je multietnická norština z hlediska lingvistické kodifikace pouze mluvenou formou jazyka a patří k úzu, vyšel v roce 2013 slangový slovník s názvem Den nye norsken (Nová norština) od Abdiho Guleeda.

## Finsko

### Úřední jazyky
Ve Finsku jsou dva úřední jazyky – finština a švédština. V současné době je dominantním jazykem finština, v minulosti ale byla situace odlišná – jediným úředním jazykem byla švédština, a to až do roku 1863. Finština sice byla jazykem většiny, tuto většinu ovšem tvořilo převážně venkovské obyvatelstvo, zatímco švédština byla jazykem vyšší vrstvy. Vysvětlení, proč i přesto byla švédština úředním jazykem, je prosté – Finsko bylo téměř sedm set let součástí Švédského království.

### Minoritní jazyky
V současné době je nejrozšířenějším minoritním jazykem švédština. Sámština, ačkoliv je počet mluvčích velmi nízký, má oficiální uznání a ochranu podle zákona o sámštině, jehož cílem je podporovat používání jazyka v různých oblastech společnosti. Podle sčítání v roce 2023 jsou největší skupiny minoritních jazyků následující:
| Mateřský jazyk       | 2023      | %    |
| -------------------- | --------- | ---- |
| Domácí jazyky celkem | 5 045 557 | 90   |
| finština             | 4 757 476 | 84,9 |
| švédština            | 286 030   | 5,1  |
| sámština             | 2 051     | 0,0  |
| Cizí jazyky celkem   | 558 294   | 10   |
| ruština              | 99 606    | 1,8  |
| estonština           | 50 202    | 0,9  |
| arabština            | 41 311    | 0,7  |
| angličtina           | 33 796    | 0,6  |
| ukrajinština         | 26 519    | 0,5  |
| somálština           | 25 654    | 0,5  |
| perština             | 20 421    | 0,4  |
| albánština           | 17 779    | 0,3  |
| čínština             | 17 501    | 0,3  |
| kurdština            | 17 270    | 0,3  |

Ačkoliv finská vláda respektuje právo přistěhovalců na vlastní jazyk a kulturu, pro začlenění se do společnosti je znalost finštiny zásadní. Pro přistěhovalce jsou přístupné různé výukové programy. Jako dobrým příkladem může být projekt Oma polku („Vlastní cesta“) realizovaný v letech 2018–2020, jehož hlavní snahou bylo podporovat učení v reálném prostředí.

## Švédsko
K datu 1.3.2023 žilo ve Švédsku okolo 10,53 milionu obyvatel. V roce 2022 se z 58 % podíleli imigranti na přírůstku obyvatelstva, který činil přibližně 64 tisíc osob. V roce 2022 tvořili cizinci 865 256 z celkových 10 521 556 obyvatel země. K roku 2020 největšími minoritními skupinami z hlediska země původu byli občané Sýrie, Polska, Afghánistánu, Eritrey, Finska, Norska, Německa, Dánska, Indie a Somálska. Počet Čechů ke stejnému roku se odhadoval na 2 599 osob.
Po druhé světové válce se Švédsko stalo zemí imigrace, přestože po první světové válce převažovala emigrace. Hlavním jazykem se formálně stala 1. července 2009 švédština dle jazykového zákona. Ještě předtím v roce 1999 bylo schváleno pět minoritních jazyků (sámština, finština, meänkieli, jidiš a romština).
Podle odhadu činí celkový počet mluvených minoritních jazyků ve Švédsku okolo 150 až 205 různých jazyků, z nichž přibližně 100 má více než 500 mluvčích. Největšími z těchto jazyků z hlediska odhadovaného počtu rodilých mluvčí jsou arabština (cca 400 000), finština (cca 200 000), bosenština/chorvatština/černohorština/srbština (cca 130 000), kurdština (cca 84 000), polština (cca 76 000), španělština (75 000), perština (cca 74 000), němčina (cca 72 000), dánština (cca 57 000) a norština (cca 52 000).

## Dánsko
Nedávná[ujasnit] imigrace způsobila, že se dnes v Dánsku mluví více než 120 různými jazyky. Největší z novějších jazyků přistěhovalců je arabština, odhaduje se, že má přibližně 70 000 mluvčích po celé zemi. Druhým nejrozšířenějším jazykem je turečtina, kterou mluví přibližně 50–55 000 osob včetně Dánů kurdského původu. Pak následuje srbochorvatština s cca 40–45 000 mluvčími a kurdština s 30–40 000 mluvčími.
V největších dánských městech, Kodani, Aarhusu a Odense, existují obytné oblasti s etnicky smíšenými obyvateli. Společným jazykem mladých lidí vyrůstajících v těchto vícejazyčných kontextech je dánština. Přítomnost jazyků jako arabština, turečtina a kurdština umožňuje zahrnovat nová slova do konverzací v dánštině. Některá nová slova jsou vzácná a používají se lokálně, jiná mají větší rozšíření.
Jedním z nejrozšířenějších slov je diskurzní částice wallah, původně z arabštiny. Používá se ve smyslu „přísahám“ nebo „upřímně“. Další běžnou diskurzní částicí je ev, používaná pro oslovení. K rozšířenějším výpůjčkám patří také inshallah ("Jménem boha").
Některá slova si našla cestu do dánštiny prostřednictvím setkání se stravovacími návyky přistěhovalců, jako jsou halal a kebab, které se staly téměř symbolická pro přistěhovalce v Dánsku.